# Ozarba agraria
Ozarba agraria är en fjärilsart som beskrevs av William Schaus 1911. Ozarba agraria ingår i släktet Ozarba och familjen nattflyn. Inga underarter finns listade i Catalogue of Life.